# Државе чланице Комонвелта нација
Комонвелт нација је удружење од 56 држава. Њега чине скоро све бивше колоније Уједињеног Краљевства.
Симбол Комонвелта и на челу истог је краљ Чарлс III. Међутим, таква позиција не доноси никакву политичку или извршну моћ над чланицама Комонвелта — она је више симболичне природе.
Организација је први пут званично споменута 1926. године када је усвојена Балфорова декларација. Првобитне чланице су биле: Уједињено Краљевство, Канада, Аустралија, Доминион Нови Зеланд, Јужна Африка, Ирска Слободна Држава и Доминион Њуфаундленд. На Империјалној конференцији из 1930. године Комонвелт је поново споменут а следеће године је чинио део Вестминстерског статута (Аустралија и Нови Зеланд нису усвојиле документ до 1942. и 1947. године). Године 1949. потписана је Лондонска деклерација и та године се сматра рођенданом савременог Комонвелта када је и усвојено данашње име — Комонвелт нација.
Најновије чланице Комонвелта су Габон и Того које су се придружиле заједници 29. јуна 2022. године. Занимљиво је то што су те државе, заједно са Руандом и Мозамбиком, једине које нису имале било какве колонијалне или уставне везе с Уједињеним Краљевством. Најскорије напуштање Комонвелта било је 13. октобра 2016, када су Малдиви напустили заједницу. Међутим, званично су се вратили у исту 1. фебруара 2021. године.
Од јуна 2022. године, три чланице Комонвелта се налазе у Европи, дванаест у Северној Америци и Карибима, једна у Јужној Америци, двадесет и једна у Африци, осам у Азији и једанаест у Океанији.
Целокупна заједница броји популацију од 2,4 милијарди људи, скоро трећину светског становништва, од којих 1,21 милијарди живи у Индији.
Тренутно шеснаест држава чланица чине Крунске земље Комонвелта. Пет њих су монархије са својим индивидуалним монархом (Брунеј, Есватини, Малезија, Тонга). Остале чланице су републике.
Република Ирска и Зимбабве бивше су чланице Комонвелта. Јужноафричка Република, Пакистан, Гамбија и Малдиви напустили су и касније се опет придружиле заједници.

## Тренутне чланице
Све датуме наведене испод обезбедио је Национални секретаријат Комонвелта. Популација држава важе од 1. јануара 2018.
| Држава                   | Датум придружења    | Регион/континент  | Становништво  |
| ------------------------ | ------------------- | ----------------- | ------------- |
| Антигва и Барбуда        | 1. новембар 1981.   | Кариби            | 94.195        |
| Аустралија               | 19. новембар 1926.  | Океанија          | 25.215.000    |
| Бахами                   | 10. јули 1973.      | Кариби            | 402.576       |
| Бангладеш                | 18. април 1972.     | Јужна Азија       | 165.867.307   |
| Барбадос                 | 30. новембар 1966.  | Кариби            | 286.618       |
| Белизе                   | 21. септембар 1981. | Средња Америка    | 379.636       |
| Боцвана                  | 30. септембар 1966. | Јужна Африка      | 2.377.831     |
| Брунеј                   | 1. јануар 1984.     | Југоисточна Азија | 439.022       |
| Камерун                  | 13. новембар 1995.  | Средња Африка     | 24.836.674    |
| Канада                   | 19. новембар 1926.  | Северна Америка   | 36.885.861    |
| Кипар                    | 13. март 1961.      | Евроазија         | 1.197.667     |
| Доминика                 | 3. новембар 1978.   | Кариби            | 72.975        |
| Есватини                 | 6. септембар 1968.  | Јужна Африка      | 1.336.933     |
| Фиџи                     | 10. октобар 1970.   | Oкеанија          | 909.024       |
| Габон                    | 25. јун 2022.       | Средња Африка     | 2.233.272     |
| Гамбија                  | 18. фебруар 1965.   | Западна Африка    | 2.155.958     |
| Гана                     | 6. март 1957.       | Западна Африка    | 29.088.849    |
| Гренада                  | 7. фебруар 1974.    | Кариби            | 107.894       |
| Гвајана                  | 26. мај 1966.       | Јужна Америка     | 773.808       |
| Индија                   | 15. август 1947.    | Јужна Азија       | 1.353.014.094 |
| Јамајка                  | 6. август 1962.     | Кариби            | 2.819.888     |
| Кенија                   | 12. децембар 1963.  | Источна Африка    | 49.167.382    |
| Кирибати                 | 12. јули 1979.      | Океанија          | 117.636       |
| Лесото                   | 4. октобар 1966.    | Јужна Африка      | 2.199.492     |
| Малави                   | 6. јули 1964.       | Источна Африка    | 18.558.768    |
| Малезија                 | 31. август 1957.    | Југоисточна Азија | 31.505.208    |
| Малдиви                  | 9. јул 1982.        | Јужна Азија       | 515.696       |
| Малта                    | 21. септембар 1964. | Западна Европа    | 422.212       |
| Маурицијус               | 12. март 1968.      | Источна Африка    | 1.286.240     |
| Мозамбик                 | 13. новембар 1995.  | Источна Африка    | 29.977.238    |
| Намибија                 | 21. март 1990.      | Јужна Африка      | 2.600.857     |
| Науру                    | 1. новембар1968.    | Океанија          | 10.387        |
| Нови Зеланд              | 19. новембар 1926.  | Океанија          | 4.609.755     |
| Нигерија                 | 1. октобар 1960.    | Западна Африка    | 194.615.054   |
| Пакистан                 | 14. август 1947.    | Јужна Азија       | 199.031.265   |
| Папуа Нова Гвинеја       | 16. септембар 1975. | Oкеанија          | 8.034.630     |
| Руанда                   | 29. новембар 2009.  | Источна Африка    | 12.322.920    |
| Сент Китс и Невис        | 19. септембар 1983. | Кариби            | 56.632        |
| Света Луција             | 22. фебруар 1979.   | Кариби            | 189.000       |
| Сент Винсент и Гренадини | 27. октобар 1979.   | Кариби            | 109.501       |
| Самоа                    | 28. август 1970.    | Oкеанија          | 196.954       |
| Сејшели                  | 29. јун 1976.       | Источна Африка    | 98.248        |
| Сијера Леоне             | 27. април 1961.     | Западна Африка    | 6.818.117     |
| Сингапур                 | 9. август 1966.     | Југоисточна Азија | 5.889.117     |
| Соломонска Острва        | 7. јули 1978.       | Океанија          | 614.497       |
| Јужноафричка Република   | 19. новембар 1926.  | Јужна Африка      | 56.007.479    |
| Сри Ланка                | 4. фебруар 1948.    | Јужна Азија       | 20.979.811    |
| Танзанија                | 9. децембар 1961.   | Источна Африка    | 57.790.062    |
| Того                     | 25. јун 2022.       | Западна Африка    | 8.608.444     |
| Тонга                    | 4. јун 1970.        | Океанија          | 107.228       |
| Тринидад и Тобаго        | 31. август 1962.    | Кариби            | 1.376.801     |
| Тувалу                   | 1. октобар 1978.    | Океанија          | 10.116        |
| Уганда                   | 9. октобар 1962.    | Источна Африка    | 42.288.962    |
| Уједињено Краљевство     | 19. новембар 1926.  | Западна Европа    | 65.746.853    |
| Вануату                  | 30. јули 1980.      | Океанија          | 279.953       |
| Замбија                  | 24. октобар1964.    | Источна Африка    | 17.470.471    |

## Бивше чланице
| Држава          | Датум придружења   | Континент | Датум напуштања   |
| --------------- | ------------------ | --------- | ----------------- |
| Република Ирска | 19. новембар 1926. | Европа    | 18. април 1949.   |
| Зимбабве        | октобар 1980.      | Африка    | 7. децембар 2003. |

## Распуштене чланице
| Бивша држава         | Датум придружења   | Континент       | Распуштена      | Касније се поново придружује као | Напомене |
| -------------------- | ------------------ | --------------- | --------------- | -------------------------------- | --- |
| Малаја               | 31. август 1957.   | Азија/Океанија  | 31. јул 1963.   | Малезија                         | Реформисана као Федерација Малезије са Сингапуром (постала одвојена чланица 1965. године), Сабахом и Сараваком.         |
| Доминион Њуфаундленд | 19. новембар 1926. | Северна Америка | 31. март 1949.  | Канада                           | Једна од оригиналних доминиона у време Балфорове декларације из 1926. године и Вестминстерског статута из 1931. године. |
| Тангањика            | 9. децембар 1961.  | Африка          | 26. април 1964. | Танзанија                        | Две државе су заједнички формирале Танзанију 26. априла 1964.                                                           |
| Занзибар             | 10. децембар 1963. | Африка          | 26. април 1964. | Танзанија                        | Две државе су заједнички формирале Танзанију 26. априла 1964.                                                           |

## Потенцијалне чланице
| Држава      | Датум придружења | Континент     | Становништво  | Напомене |
| ----------- | ---------------- | ------------- | ------------- | --- |
| Сомалиленд  | 2009.            | Африка        | ~3.500.000[F] | Сомалиланд је непризната самопроглашена држава, међународно призната као део Сомалије. Поднела је захтев за придруживање Комонвелту под статусом посматрача. |
| Судан       | 2009.            | Африка        | 42.425.989    | Судан је био кондоминијум Уједињеног Краљевства и Египта познат као Англо-египатски Судан, али је, у пракси, структура кондоминијума обезбедила потпуну британску контролу над Суданом до независности 1956. године. Судан је изразио интересовање за придруживање Комонвелту. |
| Јужни Судан | 2011.            | Африка        | 13.670.642    | Независност од Британије стекла је као део Судана 1956. године, док је независност од Судана стекла 2011. |
| Суринам     | 2012.            | Јужна Америка | 555.934       | |
| Бурунди     | 2013.            | Африка        | 10.524.117    | |
| Зимбабве    | 2018.            | Африка        | 16.150.362    | Датума 15. маја 2018, председник Мнагагва поднео је захтев за поновно чланство Зимбабвеа у Комонвелту. |

^ F. Број становника се заснива на проценама из 2014. године.

## Остали кандидати
Остале државе које су изразиле интересовање за придруживање Комонвелту током година су Алжир, Бахреин, Камбоџа, Египат, Еритреја, Израел, Либија, Мадагаскар, Непал, Палестина, Сједињене Државе и Јемен.
Неке државе и региони такође би се могли придружити Комонвелту као бивши делови Британске империје, укључујући: Ирак, Јордан, Кувајт, Мјанмар, Оман, Катар, Уједињене Арапске Емирате и Хонг Конг, или чак бивше британске протекторате као што су Авганистан и Бутан.